# Узинжар
Узинжа́р (каз. Ұзынжар) — село у складі району Шал-акина Північноказахстанської області Казахстану. Входить до складу Юбілейного сільського округу, раніше був центром ліквідованого Октябрського сільського округу.
Населення — 492 особи (2021; 573 у 2009, 899 у 1999, 1426 у 1989).
Національний склад станом на 1989 рік:
- росіяни — 49 %
- казахи — 23 %.

До 2008 року село  називалося Октябрське.